# Sympherobius piceaticus
Sympherobius piceaticus là một loài côn trùng trong họ Hemerobiidae thuộc bộ Neuroptera. Loài này được C.-k. Yang & D.-p. Yan miêu tả năm 1990.